# Tentative de coup d'État de 1995 en Azerbaïdjan
La tentative de coup d'État de 1995 en Azerbaïdjan est une tentative menée par les membres de l'armée, dirigés par un colonel, Rovchan Javadov. L'objectif était de prendre le contrôle du pays du président Heydar Aliyev et de réinstaller l'ancien président Aboulfaz Eltchibeï. Le coup d'Etat a été déjoué lorsque le président turc Süleyman Demirel en a eu connaissance et a appelé Aliyev pour le prévenir. Le 17 mars 1995, des unités des  forces armées azerbaïdjanaises  ont encerclé les insurgés dans leur camp, et tué Javadov. Des rapports en Turquie sur l'Affaire Susurluk ont mis en évidence des soutiens de certains éléments turcs à ce coup d'état.

## Le contexte
L'Azerbaïdjan est un jeune état indépendant, issu de l'ex-Union des républiques socialistes soviétiques (URSS), qui n'est reconnu comme tel par la communauté internationale que depuis fin 1991. La période qui suit cette indépendance est chaotique, le nouvel État s'enlisant dans un conflit avec l'Arménie pour le contrôle de l'enclave du Haut-Karabagh appartenant à l'Azerbaïdjan, mais peuplée d'Arméniens. En juin 1992, Aboulfaz Eltchibeï est le premier président élu démocratiquement, après une pantalonnade tentée par un ex-premier secrétaire du Parti communiste, Ayaz Moutalibov. Aboulfaz Eltchibeï est le premier dirigeant non communiste du pays, et il dispose d'amitiés solides en Turquie. Mais l'Azerbaïdjan s'enferre dans un conflit avec l'Arménie (sans doute aidée de la Russie) au sujet du Haut-Karabakh, une enclave majoritairement peuplée d'Arméniens en Azerbaïdjan, et multiplie les revers militaires.
En juin 1993, à la suite d'un coup d'État, Heydar Aliyev, un ex-apparatchik de l'époque de l'URSS est porté à la tête de l'Azerbaïdjan. Tournant le dos à la politique pro-turque de son prédécesseur, il opère un rapprochement avec la Russie en espérant faciliter le règlement du conflit en Haut-Karabakh. Il adhère à la Communauté des Etats indépendants (CEI), regroupant douze des quinze anciens territoires de l'URSS, mais refuse par contre d'autres sollicitations russes dont la réimplantation de bases militaires russes sur le sol de sa république. Il signe par ailleurs un important contrat pétrolier avec un consortium de compagnies occidentales. Le conflit en Haut-Karabakh se prolonge, l'Arménie occupant une partie des terres, et le mécontentement gronde.
Fin septembre et début octobre 1994, des incidents éclatent : évasions, attentats et, dimanche, insurrection de forces spéciales de la police. L'état d'urgence est proclamé à Bakou. Le premier ministre Sourat Goussienov, pro-russe, est limogé le 6 octobre, accusé d'avoir fomenté un coup d'état.

## Les événements
Le 12 décembre 1994, un groupe de personnes, incluant Korkut Eken (du service de renseignement turc, le Millî İstihbarat Teşkilatı, MİT), İbrahim Şahin, Ayhan Çarkın (ancien membres de forces spéciales turques) et Abdullah Çatlı (tueur à gages, ancien membre des Loups gris), sont passés de la Turquie à  l'Azerbaïdjan pour constituer le noyau d'un groupe militaire. Ils y ont été invités par Rovshan Javadov, un ex-membre des OMON, un transfuge du KGB pour la CIA, à la tête de la préparation d'un coup d'état.
Mais cette préparation du est déjouée par le Président turc Süleyman Demirel le 10 mars 1995 qui prévient Aliyev,. Le 17 mars 1995, des unités des forces armées azerbaïdjanaises encerclent les insurgés donnent l'assaut et tuent Javadov.

## Analyses ultérieures
Selon un rapport de 1996 du  Millî İstihbarat Teşkilatı (MİT) (service de renseignement turc), le premier ministre turc Tansu Çiller aurait donné son feu vert à quelques personnes, dont le chef de la police Mehmet Ağar, İbrahim Şahin, et Korkut Eken pour réinstaller Ebulfeyz Elçibey à la présidence,. Elçibey était proche du Parti d’action nationaliste (Milliyetçi Hareket Partisi ou MHP en turc) de Alparslan Türkeş, qui nourrissait des aspirations à la création d'un État turc réunissant les peuples du Caucase (Pantouranisme). L'hypothèse de ce soutien à la tentative de coup d'état provoque une crise entre la Turquie et l'Azerbaïdjan.
L'enquête faisant suite à l'Affaire Susurluk met également en cause deux conseillers du premier ministre Çiller, Acar Okan and Süleyman Kamil Yüceoral, dans cette tentative de coup d'état. Un des buts du coup d’État aurait été de sécuriser la route de la drogue, qui part de l'Afghanistan. Cette enquête met également en cause un chef de guerre afghan, Rashid Dostum.